# Vimmerby socken
Vimmerby socken i Småland ingick i Sevede härad och är sedan 1971 en del av Vimmerby kommun i Kalmar län, från 2016 inom Vimmerby distrikt.
Socknens areal är 159,1 kvadratkilometer, varav land 150,09. År 1953 fanns här 2 056 invånare. En stor del av tätorten Vimmerby och tätorten Storebro ligger i socknen, medan sockenkyrkan Vimmerby kyrka ligger i staden och inte i denna socken. 

## Administrativ historik
Vimmerby socken har medeltida ursprung. Vimmerby stad och Vimmerby stadsförsamling bröts ut före 1350.
Byn Snesnebo, överfördes till Vimmerby från Södra Vi socken någon gång före 1818. Byn Hansnehult hörde under medeltiden till Pelarne socken, men hade redan på 1500-talet överförts till Vimmerby. 1946 skedde ett ägobyte mellan staden och denna socknen.
Vid kommunreformen 1862 övergick socknens ansvar för de kyrkliga frågorna till Vimmerby landsförsamling och för de borgerliga frågorna till Vimmerby landskommun. Landskommunen uppgick 1952 i Sevede landskommun och uppgick 1971 i Vimmerby kommun. Församlingen uppgick 1965 i Vimmerby församling.
1 januari 2016 inrättades distriktet Vimmerby, med samma omfattning som Vimmerby församling hade 1999/2000 och fick 1965, och vari detta sockenområde ingår.
Socknen har tillhört samma fögderier och domsagor som Sevede härad. De indelta soldaterna tillhörde Kalmar regemente och Smålands husarregemente.

## Geografi
Vimmerby socken ligger söder om staden Vimmerby.  Socknen är en starkt kuperad mossrik skogstrakt. De största insjöarna är Solnen, Gissen, Nossen, Skiresjön och Hökesjön.
Sätesgårdar var Fredensborgs herrgård, Vinketomta säteri och Storebro bruk.

## Fornlämningar
Kända från socknen är ett gravfält från järnåldern vid Vinketomta.

## Befolkningsutveckling
Befolkningen ökade från 1 556 år 1810 till 2 523 år 1880 varefter den med ett par variationer till 1 969 år 1960 innan landsförsamlingen uppgick i Vimmerby församling 1965.

## Namnet
Namnet (1354 Vimarby) kommer från kyrkbyn. Förleden innehåller ett äldre namn på Stångån, Vima som i sin tur är uppbyggd av orden vimla, 'krokig' och å syftande på Stångåns krök vid Storebro. Efterleden är by.

## Kända personer från bygden
- Författarinnan Astrid Lindgren, föddes på gården Näs i Vimmerby socken.